# Egidio Ianella
Egidio Ianella (1922-Buenos Aires, 30 de diciembre de 2000) fue un economista argentino, que se desempeñó tres veces como presidente del Banco Central de la República Argentina.

## Biografía
Egidio Ianella inició su carrera en el Banco Central de la República Argentina en 1939. En 1953 se traslada a los Estados Unidos y fue el primer estudiante argentino en trabajar en la oficina en Washington del Centro de Estudios Monetarios Latinoamericanos (CEMLA), creado en 1952 en La Habana. En 1955 fue presidente de la Caja Nacional de Ahorro y Seguro y de 1972 a 1977 fue vicepresidente del Banco Federal Argentino.
El 25 de junio de 1969 inició su primer mandato en calidad de Presidente del Banco Central de la República Argentina. Luego tendría dos mandatos más en aquella institución, uno de cerca de un año del 1 de junio de 1981 al 2 de julio de 1982 y el tercero que duró menos de un mes, del 24 de noviembre de 1989 al 20 de diciembre de 1989.
Fue el fundador de VISA Argentina, empresa de la cual fue presidente en 1983.